# Landsberg (Saksonia-Anhalt)
Landsberg – miasto w Niemczech, w kraju związkowym Saksonia-Anhalt, w powiecie Saale.
Do 30 czerwca 2007 miasto należało do powiatu Saal, wspólnoty administracyjnej Östlicher Saalkreis.

## Geografia
Landsberg położony jest ok. 19 km na wschód od Halle (Saale) i ok. 25 km na północny zachód od Lipska.

## Historia

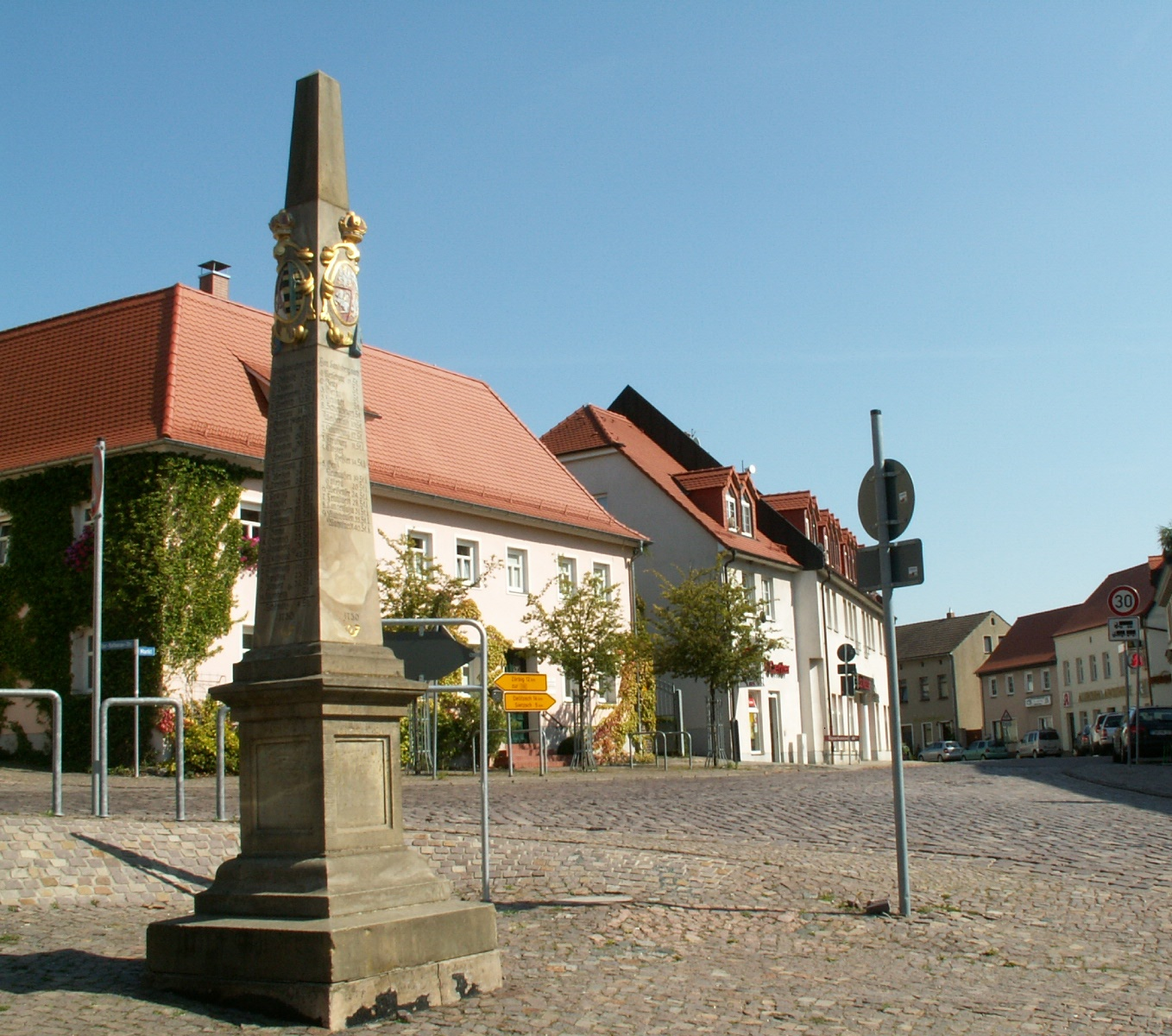
Słup pocztowy z 1730 roku

Pierwsza wzmianka o Landsbergu pochodzi z X w.
W XII w. Wettynowie wznieśli tutaj zamek, który przez kilkadziesiąt lat był główną siedzibą margrabiów Łużyc. Zbudowali tu dwupoziomową kaplicę Świętego Krzyża, istniejącą do dzisiaj. W XIII w. Landsberg dał nazwę utworzonemu przez Henryka III Dostojnego margrabstwu, które w 1291 zostało sprzedane przez Albrechta II Wyrodnego margrabiom brandenburskim.
W połowie XIV w. Wettynowie odkupili Landsberg na powrót od Brandenburczyków. W 1579 otrzymał prawa miejskie. W 1815 został przyłączony do Królestwa Prus.
1 stycznia 2010 do miasta przyłączono gminy Niemberg, Oppin i Schwerz. 20 kwietnia 2010 przyłączono kolejną gminę Braschwitz, a 1 września tego samego roku gminę Peißen.